# Lerchenhaag
Lerchenhaag ist ein Gemeindeteil der Gemeinde Berg im Landkreis Hof (Oberfranken, Bayern).

## Lage
Die Einöde Lerchenhaag liegt zwischen dem Pfarrdorf Berg etwa 1,4 km im Westnordwesten, dem Dorf Bug etwa 0,5 km im Ostnordosten, dem Dorf Bruck etwa 0,7 km im Südosten und der Einöde Erzengel etwa 0,5 km im Südsüdwesten (jeweils in Luftlinie), die alle in der Gemeinde liegen, am Südostabfall des Berges Lerchenbühl auf etwa 610 m ü. NHN. Die von Bäumen umgebenen zwei Häuser des kleinen Ortes stehen unterhalb einer kleinen Waldinsel am Hang an einer etwa hundert Meter langen Stichstraße, die in der Nähe der Anschlussstelle Berg/Bad Steben der Bundesautobahn 9 nach Westen von der Berg mit Bruck verbindenden Staatsstraße 2692 abgeht.